# Ateljé Lyktan

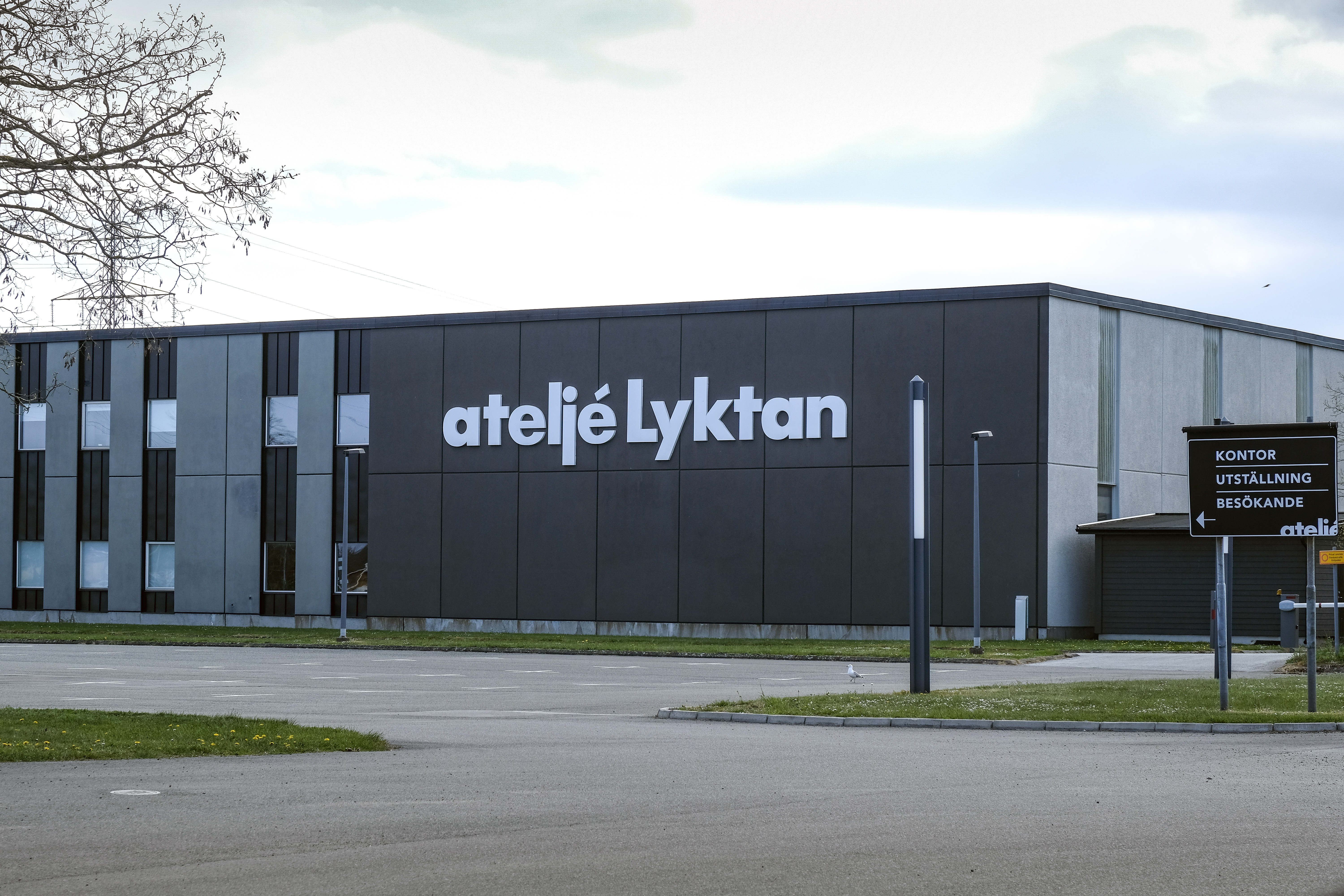
Ateljé Lyktan, huvudkontor och verkstäder, Åhus. (2022)

Ateljé Lyktan är ett svenskt företag för tillverkning av belysningsarmatur grundat av Hans Bergström 1934. Företaget har under större delen av sin historia varit verksamt i Åhus och har fortfarande sitt huvudkontor där. Företaget ingår i Fagerhultkoncernen som förvärvade Ateljé Lyktan 1974. Viktiga ledare i företagets historia har varit Hans Bergström och Anders Pehrson.
Ateljé Lyktan under Anders Pehrsons ledning skildrades av Jörn Donner i Sverigeboken som ett exempel på kreativ, samhällsnyttig och befriande företagsutveckling, som svårligen skulle kunna ske i en socialistisk ekonomi.